# No (canción de Meghan Trainor)
«No» es una canción grabada por la cantante y compositora estadounidense Meghan Trainor para su segundo álbum de estudio, Thank You (2016). La canción fue lanzada el 4 de marzo de 2016, como el primer sencillo del álbum. Producido por Ricky Reed, la canción fue escrita por Trainor, Eric Frederic, y Jacob Kasher Hindlin.

## Video musical
En una entrevista en la revista Time, Meghan confirmó la filmación del video musical tuvo lugar el 4 de marzo de 2016. El video musical fue lanzado el 21 de marzo de 2016 a través de la página de Vevo de Meghan. Visualmente más oscuro que sus clips anteriores, la cantante se une a un grupo de danza femenina en un almacén.

## Presentaciones en vivo y versiones de otros artistas
Meghan presentó «No» en vivo por primera vez en la 3ª iHeartRadio Music Awards el 3 de abril de 2016. Ella se realizó la canción en The Graham Norton Show el 8 de abril, La final de The Voice UK el 9 de abril, y en The Ellen DeGeneres Show el 20 de abril. Meghan se presentó en Radio Disney Music Awards de 2016, pero no lo hizo.
Grupo de A-cappella Pentatonix versionó «No» en un video dado a conocer a través de su canal de YouTube, en abril de 2016. La canción también fue versionada por Allison Iraheta y otros alumnos en el final de la serie de American Idol el 7 de abril de 2016.

## Posicionamiento en listas

### Semanales
| Alemania          | German Singles Chart       | 12 |
| Australia         | ARIA Singles Chart         | 9  |
| Austria           | Ö3 Austria Top 75 Singles  | 7  |
| Bélgica (Flandes) | Ultratop 200 Singles       | 21 |
| Bélgica (Valonia) | Ultratop 200 Singles       | 32 |
| Canadá            | Canadian Hot 100           | 10 |
| Escocia           | Scottish Singles Chart     | 8  |
| Eslovaquia        | Rádio Top 100              | 50 |
| Eslovaquia        | Singles Digital Top 100    | 19 |
| España            | Top 100 Canciones          | 6  |
| España            | LOS40                      | 1  |
| Estados Unidos    | Billboard Hot 100          | 3  |
| Estados Unidos    | Adult Contemporary         | 16 |
| Estados Unidos    | Adult Pop Songs            | 6  |
| Estados Unidos    | Dance Club Play Songs      | 40 |
| Estados Unidos    | Digital Songs              | 1  |
| Estados Unidos    | Latin Pop Songs            | 20 |
| Estados Unidos    | Pop Songs                  | 7  |
| Estados Unidos    | Radio Songs                | 8  |
| Estados Unidos    | Streaming Songs            | 12 |
| Francia           | Les Charts Singles         | 85 |
| Hungría           | Rádios Top 40              | 26 |
| Hungría           | Single Top 40              | 12 |
| Irlanda           | Irish Singles Chart        | 20 |
| Israel            | Media Forest International | 3  |
| Italia            | Italian Singles Chart      | 38 |
| Japón             | Japan Hot 100              | 34 |
| México            | Inglés Airplay             | 1  |
| Nueva Zelanda     | NZ Top 40 Singles          | 18 |
| Países Bajos      | Dutch Top 40               | 33 |
| Países Bajos      | Single Top 100             | 34 |
| Polonia           | Polish Airplay Top 100     | 77 |
| Reino Unido       | UK Singles Chart           | 11 |
| República Checa   | Rádio Top 100              | 12 |
| República Checa   | Singles Digital Top 100    | 13 |
| Sudáfrica         | EMA Airplay Chart          | 2  |
| Suecia            | Swedish Top 60 Singles     | 34 |
| Suiza             | Swiss Singles Top 75       | 28 |
| Venezuela         | Top Anglo                  | 13 |
| Venezuela         | Pop General                | 37 |

### Certificaciones
| País           | Organismo certificador | Certificación | Ventas certificadas | Ref.   |
| -------------- | ---------------------- | ------------- | ------------------- | ------ |
| Alemania       | BVMI                   | Oro           | 200 000             | [ 49 ] |
| Australia      | ARIA                   | 2× Platino    | 140 000             | [ 50 ] |
| Bélgica        | BEA                    | Oro           | 15 000              | [ 51 ] |
| Canadá         | Music Canada           | 2× Platino    | 160 000             | [ 52 ] |
| España         | PROMUSICAE             | Platino       | 40 000              | [ 53 ] |
| Estados Unidos | RIAA                   | 2x Platino    | 2 402 997           | [ 54 ] |
| Italia         | FIMI                   | Oro           | 25 000              | [ 55 ] |
| Nueva Zelanda  | RMNZ                   | Oro           | 7500                | [ 56 ] |
| Polonia        | ZPAV                   | 2× Platino    | 40 000              | [ 57 ] |
| Reino Unido    | BPI                    | Oro           | 400 000             | [ 58 ] |
| Suecia         | IFPI — Suecia          | Oro           | 20 000              | [ 59 ] |